# Mitko Cenov
Mitko Cenov, talvolta anglicizzato in Tsenov (in bulgaro Митко Ценов?; Mezdra, 13 giugno 1993), è un siepista e mezzofondista bulgaro.

## Palmarès
| Anno | Manifestazione                | Sede           | Evento       | Risultato | Prestazione | Note                          |
| ---- | ----------------------------- | -------------- | ------------ | --------- | ----------- | ----------------------------- |
| 2010 | Campionati balcanici U18      | Edirne         | 2000 m siepi | Oro       | 6'02"69     |                               |
| 2011 | Mondiali cross country        | Punta Umbría   | U20          | 86º       | 26'06"      |                               |
| 2011 | Campionati balcanici          | Sliven         | 3000 m siepi | Bronzo    | 9'01"29     |                               |
| 2011 | Europei juniores              | Tallinn        | 3000 m siepi | Batteria  | 9'22"99     |                               |
| 2012 | Campionati balcanici indoor   | Istanbul       | 3000 m piani | Bronzo    | 8'21"64     |                               |
| 2012 | Campionati balcanici juniores | Eskişehir      | 1500 m piani | Argento   | 3'59"94     |                               |
| 2012 | Campionati balcanici juniores | Eskişehir      | 3000 m piani | Oro       | 8'47"55     |                               |
| 2012 | Mondiali juniores             | Barcellona     | 3000 m siepi | Batteria  | 8'57"98     |                               |
| 2013 | Campionati balcanici indoor   | Istanbul       | 3000 m piani | Argento   | 8'13"73     |                               |
| 2013 | Europei U23                   | Tampere        | 3000 m siepi | Finale    | dq          |                               |
| 2013 | Campionati balcanici          | Stara Zagora   | 3000 m siepi | Oro       | 8'46"69     |                               |
| 2013 | Mondiali                      | Mosca          | 3000 m siepi | Batteria  | 8'32"49     |                               |
| 2014 | Campionati balcanici indoor   | Istanbul       | 3000 m piani | Argento   | 7'58"26     |                               |
| 2014 | Europei                       | Zurigo         | 3000 m siepi | 9º        | 8'34"16     |                               |
| 2014 | Campionati balcanici          | Pitești        | 3000 m siepi | Oro       | 8'52"33     |                               |
| 2015 | Campionati balcanici          | Pitești        | Salto triplo | Oro       | 8'29"73     |                               |
| 2015 | Europei U23                   | Tallinn        | 3000 m siepi | Oro       | 8'37"79     |                               |
| 2015 | Mondiali                      | Pechino        | 3000 m siepi | Batteria  | 9'02"72     |                               |
| 2016 | Campionati balcanici          | Pitești        | Salto triplo | Oro       | 14'29"86    |                               |
| 2016 | Europei                       | Amsterdam      | 3000 m siepi | Batteria  | 8'45"55     |                               |
| 2016 | Giochi olimpici               | Rio de Janeiro | 3000 m siepi | Batteria  | 8'54"79     |                               |
| 2017 | Campionati balcanici indoor   | Belgrado       | 3000 m piani | 5º        | 8'16"97     |                               |
| 2017 | Campionati balcanici          | Novi Pazar     | 1500 m piani | Oro       | 3'50"81     |                               |
| 2017 | Mondiali                      | Londra         | 3000 m siepi | Batteria  | 8'45"21     |                               |
| 2018 | Campionati balcanici          | Stara Zagora   | 3000 m siepi | Oro       | 8'45"50     |                               |
| 2018 | Europei                       | Berlino        | 3000 m siepi | Batteria  | 8'36"39     |                               |
| 2019 | Campionati balcanici indoor   | Istanbul       | 3000 m piani | Oro       | 8'01"20     |                               |
| 2019 | Campionati balcanici          | Pravec         | 3000 m siepi | Bronzo    | 8'54"97     |                               |
| 2019 | Europei indoor                | Glasgow        | 3000 m piani | Batteria  | 8'12"45     |                               |
| 2021 | Europei indoor                | Toruń          | 1500 m piani | Batteria  | 3'42"21     | Miglior prestazione personale |

## Campionati nazionali
2011
- Argento ai campionati bulgari, 5000 m piani - 15'00"57
- Oro ai campionati bulgari, 3000 m siepi - 9'08"49
- Argento ai campionati bulgari indoor, 3000 m piani - 8'37"92
- 4º ai campionati bulgari indoor, 1500 m piani - 4'03"58

2012
- Argento ai campionati bulgari, 800 m piani - 1'53"09

2013
- Oro ai campionati bulgari, 3000 m siepi - 8'27"09
- Oro ai campionati bulgari indoor, 3000 m piani - 8'39"15
- Argento ai campionati bulgari indoor, 1500 m piani - 3'53"05

2014
- Oro ai campionati bulgari, 3000 m siepi - 9'07"62
- Oro ai campionati bulgari indoor, 3000 m piani - 8'19"88
- Oro ai campionati bulgari indoor, 1500 m piani - 3'47"13

,2015
- Bronzo ai campionati bulgari, 10000 m piani - 31'40"60
- Oro ai campionati bulgari, 1500 m piani - 3'44"17

2016
- Oro ai campionati bulgari, 5000 m piani - 14'19"82
- Oro ai campionati bulgari, 1500 m piani - 3'50"98

2017
- Oro ai campionati bulgari, 3000 m siepi - 8'55"59
- Oro ai campionati bulgari, 1500 m piani - 3'50"81
- Oro ai campionati bulgari, 800 m piani - 1'52"68
- Oro ai campionati bulgari indoor, 1500 m piani - 3'51"28
- Oro ai campionati bulgari indoor, 800 m piani - 1'56"97

2018
- Argento ai campionati bulgari, 5000 m piani - 14'17"80
- Oro ai campionati bulgari, 1500 m piani - 3'49"20
- Oro ai campionati bulgari, 800 m piani - 1'53"10
- Argento ai campionati bulgari indoor, 1500 m piani - 3'47"54

2019
- 4º ai campionati bulgari di mezza maratona - 1h07'23"
- Oro ai campionati bulgari indoor, 3000 m piani - 8'07"75

2020
- 6º ai campionati bulgari di mezza maratona - 1h09'45"
- Oro ai campionati bulgari, 3000 m siepi - 8'58"45

2021
- Oro ai campionati bulgari, 3000 m siepi - 8'30"27
- Argento ai campionati bulgari indoor, 3000 m piani - 8'17"10
- Oro ai campionati bulgari di corsa campestre - 31'24"

2022
- Argento ai campionati bulgari indoor, 1500 m piani - 3'57"41

## Altre competizioni internazionali
2014
- Oro al DécaNation ( Angers), 3000 m siepi - 8'27"40

2015
- 5º al Bauhaus Galan ( Stoccolma), 3000 m siepi - 8'21"89

2016
- 14º all'Herculis ( Monaco), 3000 m siepi - 8'46"14
- 10º al Doha Diamond League ( Doha), 3000 m siepi - 8'21"34

2017
- 6º al DécaNation ( Angers), 2000 m piani - 5'34"58
- 12º all'Herculis ( Monaco), 3000 m siepi - 8'44"91

2019
- 32º alla San Silvestre Vallecana ( Madrid) - 30'26"